# Papiro di Brooklyn
Il Papiro di Brooklyn 35.1446 rinvenuto a Tebe, è un documento egizio risalente alla XIII dinastia che contiene un lungo elenco di nomi di servitori della corte di Khutawy, con il loro grado ed i compiti ripartiti tra uomini e donne.

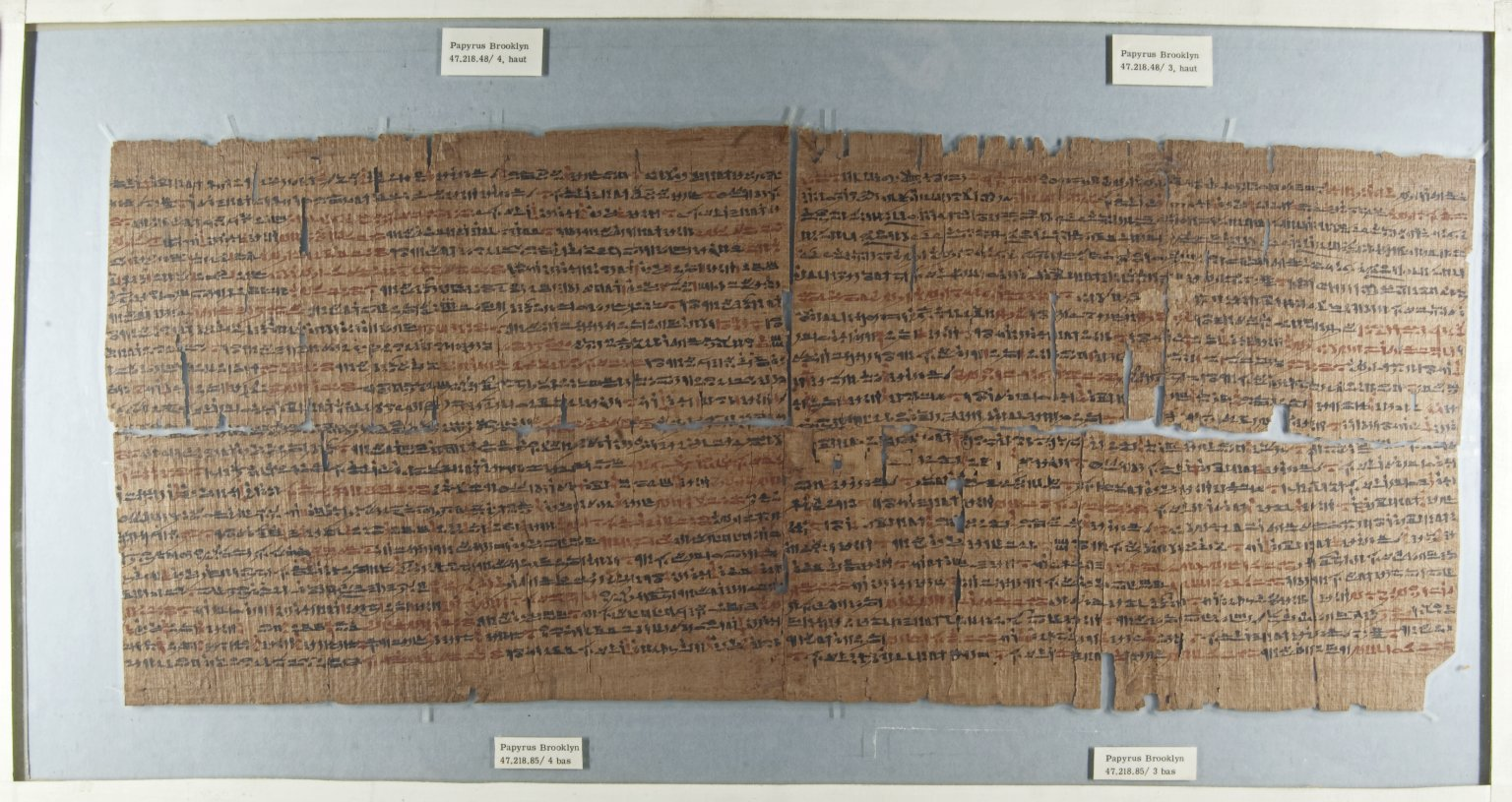
Papiro di Brooklyn - Morso di Serpente (Foto: 47.218.48_47.218.85)

Il papiro cita anche il visir Ankhu che assieme ai suoi funzionari riceve in dono, per ordine del sovrano, del cibo e tra i vari argomenti viene citata anche l'organizzazione del lavoro.
L'interesse storico del papiro risiede nella circostanza che 45 dei nomi, su 79, sono palesemente asiatici, confermando come, poco prima del cosiddetto periodo hyksos, la presenza in Egitto di genti provenienti dalla Palestina fosse rilevante.
Nel papiro vengono anche citati gli Hapiru, una popolazione nomade palestinese. Questo nome è stato associato, da alcuni storici, agli Ebrei.
Se questa associazione fosse corretta si tratterebbe di una delle prime citazioni di tale popolo.